# Agustín Acosta
Pour les articles homonymes, voir Acosta.
José Agustín Acosta y Bello, né le 12 novembre 1886 à Matanzas, à Cuba – mort le 12 mars 1979 à Miami, en Floride, est un poète cubain.